# 7677 Сава
7677 Сава (7677 Sawa) — астероїд головного поясу, відкритий 27 грудня 1995 року.
Тіссеранів параметр щодо Юпітера — 3,497.
Названо на честь Сави (яп. さわ(沢) сава).